# Balthasar (heilige)
Balthasar (van het Babylonische: , Bēl-šarra-uṣur, "Bel, bescherm de koning") was volgens de legende een van de drie wijzen uit het oosten, die goud, wierook en mirre brachten naar de pasgeboren  Jezus.
Balthasar gaf Jezus mirre, dat symbool stond voor het lijden en sterven van Jezus.  De apostel Tomas zou hem tot bisschop van India hebben gewijd. Hij is de beschermheilige van reizigers, pelgrims en bontwerkers. De relikwieën van de Drie Koningen worden bewaard in Keulen.